# Киевнаучфильм
«Киевнаучфи́льм» (укр. «Київнаукфільм») — киностудия научно-популярных фильмов в Киеве, действовала в Украинской ССР с 1 января 1941 года.

Правопреемником студии после распада СССР стало государственное предприятие Национальная кинематека Украины (укр. Національна кінематека України).

## История
Как самостоятельная единица студия учебно-технических фильмов «Киевучтехфильм» была создана на базе отдела техфильма Киевской кинофабрики ВУФКУ в 1941 году.
В годы Великой Отечественной войны студия была эвакуирована в Ташкент, где выпускались образовательные и агитационные фильмы для Красной армии. Вернулась в Киев в 1944 году.
В 1954 году название сменилось на «Киевнаучфильм» — сокращённое от «Киевская киностудия научно-популярных фильмов».
В 1959 году был создан цех мультипликации. С 1960 года стал выходить киножурнал «Новости сельского хозяйства Украины» (в дальнейшем — «Сельское хозяйство Украины»). В 1966 году по улице Андрея Малышко, 27 (с 1971 года — улица Киото) был построен современный комплекс с павильонами для съёмок и звукового оформления фильмов, цехами художественной, кукольной и технической мультипликации, а также кинолабораторией.
С 1972 года на студии выпускалось более 400 научно-популярных, художественно-мультипликационных, технико-пропагандистских, образовательных и рекламных фильмов, но более всего студия известна приключенческими мультипликационными комедиями (сериал «Казаки» В. Дахно, «Приключения капитана Врунгеля», «Остров сокровищ» и «Доктор Айболит» Д. Черкасского).
Более 300 фильмов, созданных на студии, были отмечены призами и дипломами на всесоюзных и международных кинофестивалях.
В 1990-х годах, после распада СССР, студия постепенно пришла в упадок и производство фильмов почти прекратилось.
Правопреемником «Киевской киностудии научно-популярных фильмов» с 1993 года является «Национальная кинематека Украины», мультипликационных фильмов — образованная в 1990 году «Укранимафильм».

## Коллектив
Долгие годы директором студии работал Борис Остахнович, сценаристом и главным редактором Евгений Загданский (1961—1979), Юрий Аликов (1979—1988).

## Научно-популярные и художественные фильмы
1948
- Они видят вновь

1955
- По следам невидимых врагов

1957
- Леся Украинка

1958
- Атом помогает нам

1961
- Цемент

1962
- Для вас, горняки

1963
- Легенда о бессмертии
- Электростанции

1965
- Взорванный рассвет
- Охотники за солнечными лучами
- Портрет хирург
- Фурсылуна

1966
- Гимнасты (1-я премия на ВФ спортивных фильмов, Москва, 1967; 1-я премия МФ короткометражных фильмов, Оберхаузен, 1967; 1-й приз Ассоциации спортивной прессы на МФ спортивных фильмов, Кортина д`Ампеццо, 1967)
- Плюс вся жизнь
- Рентгеновы лучи
- Скифы

1967
- Фехтовальщики (Золотая медаль и приз «Комсомольской правды» на II ВФ спортивных фильмов; почётный диплом жюри МФ спортивных фильмов, Кортина д`Ампеццо, 1967)
- Человек и хлеб
- Язык животных

1968
- Семь шагов за горизонт
- Уходят ли праздники?
- Шахтёрские бывальщины (Серебряная медаль за режиссуру, Москва, 1968)

1969
- Карпатские эскизы

1970
- Думают ли животные? (Государственная премия СССР, 1972)[3]
- Индийские йоги — кто они?
- Шахтёрский характер (1-й приз на КФ в г. Жданове и Приз шахтёров Донбасса, награда на КФ фильмов о рабочем классе в г. Горьком, 1970)

1971
- Николай Амосов (Ломоносовская премия II степени, 1973)
- Экономика, управление, человек
- Я и другие

1972
- Думы о хлебе
- Убийца известен (премия имени Я. Галана, 1973)
- Шахтёрская весна

1973
- Домино
- Красный уголь планеты
- Общие теоремы динамики

1974
- Биосфера! Время осознания
- Иду дорогой века
- Компьютер и загадка Леонардо
- Фермы будущего

1975
- Биосфера! Время осознания
- Воронкообразование в жидкости
- Мустанг-иноходец
- Стратегия хлебного поля
- Шестое чувство
- Экономика — главная политика (приз ВКФ, 1976)

1976
- Скульптор Бородай
- Счастливчик
- У истоков человечества
- Уроки на завтра

1977
- Алёшка и Валет
- Диалектика качества
- Ильичёво поле
- Углерод
- Эхо наших эмоций

1978
- Алмазная тропа
- Дерзайте, вы — талантливы!
- Диамагнетизм и парамагнетизм
- Иван Семёнович Козловский

1979
- В этом что-то есть…
- Воспитание потребностей
- Занимаемой должности соответствует
- Курсом открытий и прогресса

1980
- Внимание! На дороге дети!
- Двигатели прогресса
- Земля — планета Солнечной системы
- И расчёт и мечта
- Искусственные спутники Земли
- На уроке по правилам движения
- Солнце

1981
- Артерии жизни (приз XV ВКФ, Таллин, 1982)
- Дели. Связь времён
- Его величество алмаз
- Корни травы
- Медвежонок[7]
- На детской автоплощадке
- Познавая азбуку растений

1982
- Америка для взрослых
- Геометрия масс

1983
- Бродяги Севера (х/ф)
- Алмазный след
- На дороге скорая
- На знакомой улице
- На уроке автодела
- Не подчинился знаку
- Нерегулируемый перекрёсток
- Происхождение и развитие небесных тел

1983—1984
- Люди и дельфины

1984
- Атомная энергетика СССР
- Всего один день
- На прицеле ваш мозг

1986
- ДАР / Д.А.Р.
- Действия мобильного отряда
- Дети на дороге
- Знакомимся с Советским Союзом (многосерийный «Телекурс русского языка»)
- Интервью с самим собой
- Когда водитель переутомлён
- Легкомысленный велосипедист
- На автодроме
- Не рассчитал дистанцию
- На стыках дороги — зеленый
- Открытый огонь — причина пожаров

1987
- Вы в ответе за своё здоровье
- Газ и правила для нас
- Действия населения в зоне радиоактивного заражения
- Если у вас гипертония
- Живая душа «Капитала»
- Исход
- На привязи у взлётной полосы
- Оборудование видеосалонов
- Опасный мотоциклист
- По вине лихача
- Сахарный диабет
- Скифы (свидетельства и версии)
- Усовершенствовал «Жигули»
- Хмельная беда
- Хмельное бесчувствие
- Я выбираю здоровье

1988
- В движении — здоровье
- Выигрыш?…
- Долечился
- Дорожная азбука
- Когда садишься за руль
- Костёр
- Костёр причина пожара
- На вас смотрят дети
- На всю жизнь
- Огнеопасная ёлка
- Пожар в гараже
- Пожар в квартире
- Себя преодолеть
- Чистый воздух

1989
- Всего на пять минут
- О воздушном летании в России
- Самая короткая дорога
- Толкование сновидений

1990
- Венец творенья
- Вовремя обнаружить
- Зимний Крым
- Первая помощь при кровотечениях
- Первая помощь при ожогах (Кинокурс «Это необходимо уметь каждому», фильм 1)
- Подготовка защитных сооружений к приёму населения

1992
- Мольфар из рода Нечаев

## Мультфильмы
1961
- Веснянка
- Приключения Перца

1962
- Пушок и Дружок
- Пьяные волки
- Спутница королевы

1963
- Весёлый художник
- Заяц и Ёж
- Золотое яичко
- Непоседа, Мякиш и Нетак

1964
- Аистёнок
- Водопровод на огород
- Мишка + Машка
- Неумойка
- Тайна чёрного короля

1965
- Жизнь пополам
- Зелёная кнопка
- Никита Кожемяка
- Сказка о царевиче и трёх лекарях

1966
- Буквы из ящика радиста
- Злостный разбиватель яиц
- Маруся Богуславка
- Медвежонок и тот, кто живёт в речке
- Осколки
- Почему у Петуха короткие штаны

1967
- Зенитка
- Как казаки кулеш варили
- Колумб причаливает к берегу
- Легенда о пламенном сердце
- Песенка в лесу
- Растрёпанный воробей
- Тяв и Гав

1968
- Ивасик-Телесик
- Камень на дороге
- Люди и двери
- Музыкальные картинки
- Осенняя рыбалка
- Подарок (первый кукольный мультфильм киностудии)
- Пугало
- Сказка про лунный свет
- Человек, который умел летать

1969
- Как казак счастье искал
- Кит и кот
- Крымская легенда
- Марс XX
- Мистерия-буфф
- Приключения казака Энея[укр.]
- Страшный зверь
- Человек, который умел творить чудеса

1970
- Волшебные очки
- Журавлик
- Как Ёжик шубку менял
- Как казаки в футбол играли
- Короткие истории
- Несмышлёный воробей
- Покатигорошек
- Сказка про доброго носорога
- Утёнок Тим

1971
- Вася и динозавр
- Волшебник Ох
- Встреча, которая не состоялась
- День восьмой, или Первый урок мышления
- Моя хата с краю
- Одуванчик — толстые щёки
- Про полосатого слонёнка
- Соломенный бычок
- Страшная ночь Фомы Замыкалкина
- Страшный, серый, лохматый
- Удивительный китёнок

1972
- А вы, друзья, как ни садитесь…
- Бегемот и Солнце
- Братец Кролик и Братец Лис
- Вокруг света поневоле
- Зубная быль
- Как жёны мужей продавали
- Про поросёнка, который умел играть в шашки
- Сказание про Игорев поход
- Тигрёнок в чайнике

1973
- Была у слона мечта
- Весёлый цыплёнок
- Дробь
- Зайчишка заблудился
- Как казаки невест выручали
- Мышонок, который хотел быть похожим на человека
- Парасолька на охоте
- Парасолька на рыбалке
- Почему у ёлочки колючие иголочки
- Тайна Страны Земляники
- Тёплый хлеб
- Человек и слово

1974
- Вересковый мёд
- Зелёная пилюля
- Играй, моя дудочка
- Кот Базилио и мышонок Пик
- Мальчик с уздечкой
- Олешка белые рожки
- Приключения малыша Гиппопо
- Что на что похоже

1975
- А нам поможет робот
- История с единицей
- Как Ёжик и Медвежонок встречали Новый год
- Как казаки соль покупали
- Какого рожна хочется?
- Парасолька и автомобиль
- Салют
- Самый дорогой рисунок
- Сказка о яблоне
- Сказки о машинах
- Так держать!
- Четыре неразлучных таракана и сверчок

1976
- Дело поручается детективу Тедди. Дело № 001. Бурый и Белый
- Как кормили медвежонка
- Как мужья жён проучили
- Козлик и его горе
- Музыкальные сказки
- Лесная песнь
- Парасолька становится дружинником
- Приключения капитана Вругеля (1—3 серии)
- Сказка о жадности
- Чудо-мороз

1977
- Будёновка
- Парасолька на модном курорте
- Почемучка
- Приключения капитана Вругеля (4—6 серии)
- Самый главный воробей
- Сказка об Иване, пане и злыднях
- Тяп-ляп

1978
- Вожак
- Если падают звёзды…
- Как казаки олимпийцами стали
- Ночные капитаны
- Первая зима
- Приключения капитана Вругеля (7—9 серии)
- Сказка про Чугайстра
- Ссора
- Цыплёнок в клеточку

1979
- Гришкины книжки
- Золоторогий олень
- Как казаки мушкетёрам помогали
- Как несли стол
- Котёнок
- Лень
- Приключения капитана Врунгеля (10—13 серии)
- Сказка о чудесном докторе
- Трубка мира
- Цветное молоко
- Цветок папортника

1980
- Золотая липа
- Капитошка
- Однажды я пришёл домой
- Парасолька в цирке
- Пирог со смеяникой
- Приключение на даче
- Секрет приворотного зелья
- Фламандский мальчик

1981
- Алиса в стране чудес
- Ванька Жуков
- Золотой цыплёнок
- И сестра их Лыбедь
- Крылатый мастер
- Несчастливая звезда
- Партизанская снегурочка
- Про больших и маленьких
- Сезон охоты
- Солнечный каравай

1982
- Алиса в Зазеркалье
- Ба-буш-ка!
- Башмачки
- Дождик, дождик, пуще!
- Журавлик
- Колосок
- Мышки-малышки
- Очень старая сказка
- Путаница
- Свадьба Свички
- Страна Считалия
- Три Ивана

1983
- День везения
- Дерево и кошка
- Жили-были мысли…
- Крылья
- Миколино богатство
- О, море, море!.. (совместно с «Союзмультфильмом»)
- Очень старая сказка
- Посылка из Бомбея
- Про мышонка, который хотел стать сильным
- Савушкин, который не верил в чудеса
- Солдатская сказка
- Услуга
- Человек в футляре

1984
- Взгляд
- Встреча
- Два справедливых цыплёнка
- Джордано Бруно
- Доктор Айболит (1—3 серии)
- Как казаки на свадьбе гуляли
- Как Петя Пяточкин слоников считал
- Про всех на свете
- Сказка о карасях, зайце и бубликах
- Старик и Петух
- Твой любящий друг

1985
- Девочка и зайцы
- Доктор Айболит (4—7 серии)
- Жили-пили
- Иванко и вороний царь
- Игра
- Как Ёжик и Медвежонок небо меняли
- Ладушки, ладушки
- Ненаписанное письмо
- Отчаянный кот Васька
- Сампо из Лапландии
- Солнышко и снежные человечки
- Чумацкий шлях

1986
- Альтернатива
- Золотой гвоздь
- История о девочке, наступившей на хлеб
- Морозики-морозы
- Находка
- Остров сокровищ. Карта капитана Флинта
- Отцовская наука
- Про бегемота по имени Ну-и-пусть
- Разноцветная история
- Сражение
- Трудолюбивая старушка
- Человек и лев

1987
- Белая арена
- Большое путешествие
- Друзья мои, где вы?
- Как казаки инопланетян встречали
- Каменный век
- Окно
- Песочные часы
- Самовар Иван Иваныч
- Сочинение про дедушку
- Старый сапожник
- Страшная месть
- Человек с детским акцентом
- Чудосея

1988
- Где ты, мой конь?
- Допрыгни до облачка
- Ёжик и девочка
- Из жизни карандашей
- Кавардак
- Ой, куда же ты едешь?
- Остров сокровищ. Сокровища капитана Флинта
- Правда крупным планом
- Смерть чиновника

1989
- Ерик
- Возвращайся, Капитошка!
- Мозаика (инструкция к игре)
- Непослушная мама
- Последний бой
- Почему дядюшка Джем прихрамывает
- Три Панька
- Это что ещё такое?!

1990
- Верёвочка
- Вокруг шахмат
- Горшок-насмешник
- Деревянные человечки
- Любовь и смерть картошки обыкновенной
- Побег
- Счастливый принц
- Три Панька хозяйствуют

## Награды
- орден Трудового Красного Знамени (24 мая 1967) — за достигнутые успехи в развитии советской кинематографии[8].